# Josef Karel Matocha

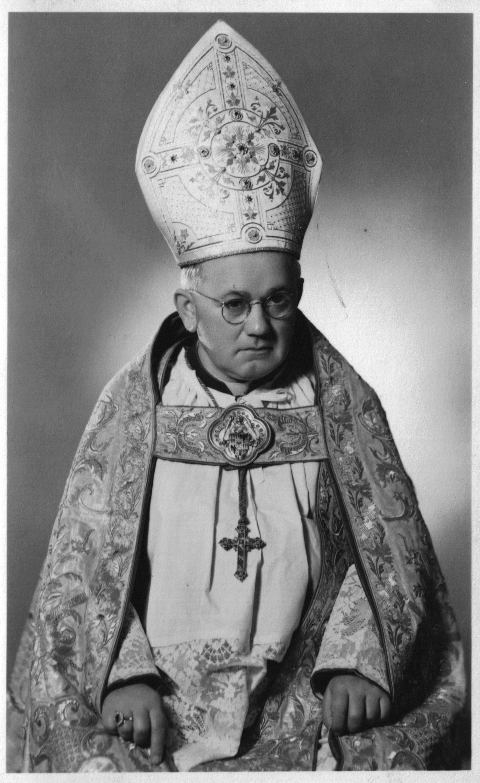
Erzbischof Josef Karel Matocha (1948)

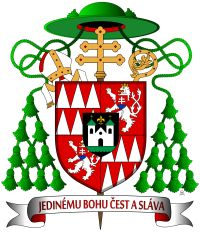
Matochas Erzbischöfliches Wappen

Josef Karel Matocha (* 14. Mai 1888 in Pitín, Bezirk Ungarisch Hradisch, Markgrafschaft Mähren; † 2. November 1961 in Olmütz, Tschechoslowakei) war ein tschechischer römisch-katholischer Theologe, Professor der Theologie, Erzbischof von Olmütz sowie Metropolit von Mähren.

## Leben
Josef Karel Matocha studierte Philosophie und Theologie an der Universität Olmütz und anschließend an der Päpstlichen Universität Gregoriana. Nach dem Erwerb des theologischen Doktorgrades habilitierte er sich und lehrte von 1931 bis 1939 und 1945 bis 1948 Christliche Philosophie und Dogmatik an der Olmützer Theologischen Fakultät, deren Dekan er zwei Mal war.
Papst Pius XII. ernannte Josef Karel Matocha 1948 zum Erzbischof von Olmütz. Die Bischofsweihe spendete ihm am 2. Mai 1948 der damalige Prager Erzbischof und spätere Kardinal Josef Beran.
Das Amt als Erzbischof konnte Josef Karel Matocha nicht lange ausüben, da er nach dem Februarumsturz 1950 durch die kommunistischen Machthaber interniert und anschließend in seiner Wohnung gefangen gehalten und isoliert wurde. Er durfte z. B. keine Zeitung lesen und kein Radio hören. Nach Matochas Tod verhinderten die kommunistischen Behörden die Ernennung eines Nachfolgers. Erst ab 1973 wurde die Diözese durch den dem Regime genehmen Administrator Josef Vrana verwaltet.
Für seine Verdienste wurde Josef Karel Matocha postum mit dem Tomáš-Garrigue-Masaryk-Orden I. Klasse ausgezeichnet. Seine letzte Ruhestätte fand er auf dem Friedhof von Pitín.

## Werke
- Compendium philosophiae christianae
- Bytnost milosti posvěcující (1925)
- Osoba v dějinném vývoji a významu (1929)